# Фредерік Реннов
Фредерік Реннов (дан. Frederik Rønnow, нар. 4 серпня 1992, Горсенс) — данський футболіст, воротар клубу «Уніон» (Берлін).
Виступав, зокрема, за клуби «Брондбю» та «Айнтрахт», а також національну збірну Данії.
Володар Кубка Данії. 

## Клубна кар'єра
Вихованець клубу «Горсенс» з рідного міста. 2010 року він був включений до заявки основної команди, але лише 31 березня 2012 року в матчі проти «Ольборга» він дебютував за клуб у данській Суперлізі. З сезону 2012/13 Фредерік зайняв місце основного воротаря клубу, проте за результатами того сезону клуб зайняв передостаннє місце і вилетів з вищого дивізіону. Через це влітку 2013 року Реннов на правах оренди перейшов в «Есб'єрг». 22 липня у поєдинку проти «Норшелланна» він дебютував за нову команду і загалом за сезон зіграв у 18 матчах чемпіонату. Після повернення з оренди Фредерік ще сезон відіграв за «Горсенс» у другому дивізіоні країни.
Влітку 2015 року Реннов перейшов в «Брондбю». У команді протягом трьох сезонів був основним воротарем, вигравши в останньому з них Кубок Данії. Загалом відіграв за команду з Брондбю 81 матч в національному чемпіонаті.
У квітні 2018 року було оголошено про перехід воротаря в липні в клуб німецької Бундесліги «Айнтрахт», де він мав замінити Лукаша Градецького, що саме покидав клуб. У складі клубу провів наступні два роки своєї кар'єри гравця.
До складу клубу «Шальке 04» приєднався у вересні 2020 року на правах оренди. Станом на 16 листопада 2020 року відіграв за клуб з Гельзенкірхена 5 матчів в національному чемпіонаті.

## Виступи за збірні
2010 року дебютував у складі юнацької збірної Данії, взяв участь у 7 іграх на юнацькому рівні, пропустивши 2 голи.
Протягом 2012—2015 років залучався до складу молодіжної збірної Данії. На молодіжному рівні зіграв у 15 офіційних матчах, пропустив 19 голів. У 2015 році в складі команди до 21 року взяв участь у молодіжному чемпіонаті Європи у Чехії. На турнірі він був запасним і на поле так і не вийшов.
31 серпня 2016 року в товариському матчі проти збірної Ліхтенштейну Реннов дебютував у складі національної збірної Данії.
У складі збірної був учасником чемпіонату світу 2018 року у Росії.
| Дата       | Місто          | Господарі | Результат | Гості       | Турнір                               | Голи | Примітки |
| ---------- | -------------- | --------- | --------- | ----------- | ------------------------------------ | ---- | -------- |
| 31-8-2016  | Горсенс        | Данія     | 5 – 0     | Ліхтенштейн | товариський матч                     | -    |          |
| 4-9-2016   | Копенгаген     | Данія     | 1 – 0     | Вірменія    | Відбір до ЧС 2018                    | -    |          |
| 11-11-2016 | Копенгаген     | Данія     | 4 – 1     | Казахстан   | Відбір до ЧС 2018                    | -1   |          |
| 15-11-2016 | Млада Болеслав | Чехія     | 1 – 1     | Данія       | товариський матч                     | -1   |          |
| 6-6-2017   | Бреннбю        | Данія     | 1 – 1     | Німеччина   | товариський матч                     | -1   |          |
| 10-6-2017  | Нур-Султан     | Казахстан | 1 – 3     | Данія       | Відбір до ЧС 2018                    | -1   |          |
| 19-11-2018 | Копенгаген     | Данія     | 0 – 0     | Ірландія    | Ліга націй УЄФА 2018-2019 - 1-й етап | -    |          |
| 15-11-2020 | Копенгаген     | Данія     | 2 – 1     | Ісландія    | Ліга націй УЄФА 2020-2021 - 1-й етап | -1   | 46'      |
| Усього     |                | Матчів    | 8         |             | Голів                                | -5   |          |

## Титули і досягнення
- Володар Кубка Данії (1):

«Брондбю»: 2017–18